# Boryspil
Boryspil (tiếng Ukraina: Бориспіль, chuyển tự Boryspil’, tiếng Nga: Борисполь; cũng viết là Borispol) là một thành phố nằm ở tỉnh Kiev ở miền bắc Ukraina. Phục vụ như là trung tâm hành chính của Raion Boryspil (huyện), thành phố chính nó cũng được xem như là một raion riêng biệt trong tỉnh (oblast) này.
Ước tính dân số hiện nay là khoảng 53.400 người (tính đến 2004).
Mặc dù được biết đến như một khu định cư ít nhất là từ năm 1154 và được biết đến dưới cái tên hiện đại từ năm 1590, mãi đến năm 1956 khu vực này mới được nhận tư cách thành phố. Hiện nay thành phố là nơi có sân bay chính của nước này, sân bay quốc tế Boryspil (mã quốc tế KBP) và một số ngành công nghiệp nhỏ khác.

## Khí hậu
| Dữ liệu khí hậu của Boryspil             | Dữ liệu khí hậu của Boryspil | Dữ liệu khí hậu của Boryspil | Dữ liệu khí hậu của Boryspil | Dữ liệu khí hậu của Boryspil | Dữ liệu khí hậu của Boryspil | Dữ liệu khí hậu của Boryspil | Dữ liệu khí hậu của Boryspil | Dữ liệu khí hậu của Boryspil | Dữ liệu khí hậu của Boryspil | Dữ liệu khí hậu của Boryspil | Dữ liệu khí hậu của Boryspil | Dữ liệu khí hậu của Boryspil | Dữ liệu khí hậu của Boryspil |
| Tháng                                    | 1                            | 2                            | 3                            | 4                            | 5                            | 6                            | 7                            | 8                            | 9                            | 10                           | 11                           | 12                           | Năm                          |
| ---------------------------------------- | ---------------------------- | ---------------------------- | ---------------------------- | ---------------------------- | ---------------------------- | ---------------------------- | ---------------------------- | ---------------------------- | ---------------------------- | ---------------------------- | ---------------------------- | ---------------------------- | ---------------------------- |
| Trung bình ngày tối đa °C (°F)           | −1.2 (29.8)                  | −0.3 (31.5)                  | 5.4 (41.7)                   | 14.2 (57.6)                  | 21.2 (70.2)                  | 23.9 (75.0)                  | 26.0 (78.8)                  | 25.4 (77.7)                  | 19.4 (66.9)                  | 12.3 (54.1)                  | 4.1 (39.4)                   | −0.1 (31.8)                  | 12.5 (54.5)                  |
| Trung bình ngày °C (°F)                  | −3.9 (25.0)                  | −3.4 (25.9)                  | 1.4 (34.5)                   | 9.0 (48.2)                   | 15.4 (59.7)                  | 18.5 (65.3)                  | 20.4 (68.7)                  | 19.4 (66.9)                  | 14.0 (57.2)                  | 8.0 (46.4)                   | 1.7 (35.1)                   | −2.6 (27.3)                  | 8.2 (46.8)                   |
| Tối thiểu trung bình ngày °C (°F)        | −6.4 (20.5)                  | −6.2 (20.8)                  | −1.9 (28.6)                  | 4.5 (40.1)                   | 10.0 (50.0)                  | 13.5 (56.3)                  | 15.2 (59.4)                  | 14.1 (57.4)                  | 9.5 (49.1)                   | 4.3 (39.7)                   | −0.7 (30.7)                  | −4.4 (24.1)                  | 4.3 (39.7)                   |
| Lượng Giáng thủy trung bình mm (inches)  | 28.6 (1.13)                  | 30.5 (1.20)                  | 31.2 (1.23)                  | 42.2 (1.66)                  | 54.9 (2.16)                  | 74.8 (2.94)                  | 70.1 (2.76)                  | 55.0 (2.17)                  | 58.2 (2.29)                  | 35.4 (1.39)                  | 41.4 (1.63)                  | 37.5 (1.48)                  | 559.8 (22.04)                |
| Số ngày giáng thủy trung bình (≥ 1.0 mm) | 7.2                          | 7.1                          | 7.3                          | 7.1                          | 7.9                          | 9.1                          | 8.5                          | 6.6                          | 7.2                          | 6.3                          | 7.7                          | 7.8                          | 89.8                         |
| Độ ẩm tương đối trung bình (%)           | 82.7                         | 80.3                         | 75.3                         | 66.4                         | 63.2                         | 69.4                         | 70.2                         | 69.1                         | 74.3                         | 78.2                         | 84.6                         | 85.0                         | 74.9                         |
| Số giờ nắng trung bình tháng             | 52.3                         | 74.1                         | 135.4                        | 184.7                        | 277.1                        | 276.8                        | 290.9                        | 271.2                        | 177.8                        | 126.2                        | 50.3                         | 43.8                         | 1.960,6                      |
| Nguồn: Tổ chức Khí tượng Thế giới        |                              |                              |                              |                              |                              |                              |                              |                              |                              |                              |                              |                              |                              |